# Alcatraz Island Light
Alcatraz Island Light ist ein Leuchtturm auf der Insel Alcatraz in der San Francisco Bay. Er ist der älteste in Betrieb befindliche Leuchtturm an der kalifornischen Pazifikküste. Das Schifffahrtszeichen wurde 1854 in Betrieb genommen und dient seither als Navigationshilfe am gefährlichen Eingang der Bucht von San Francisco. Er befindet sich am südlichen Ende der Insel in der Nähe des Eingangs zum ehemaligen Gefängnis, das besondere Bekanntheit erlangte und bis 1963 betrieben wurde. Heute ist der Leuchtturm öffentlich zugängig und ist Teil des geschützten Objektes der Insel und steht unter der Obhut des US National Park Service als U.S. Historic District des National Register of Historic Places.

## Geschichte

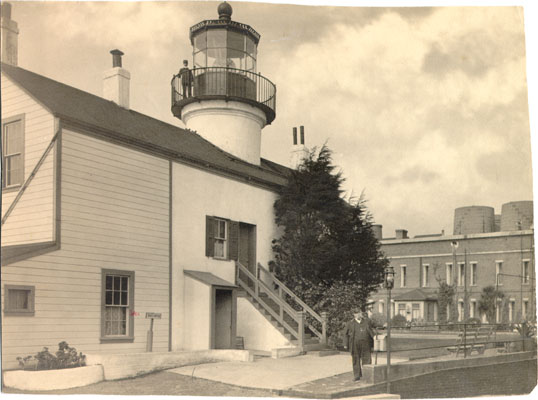
Alcatraz Light, um 1893

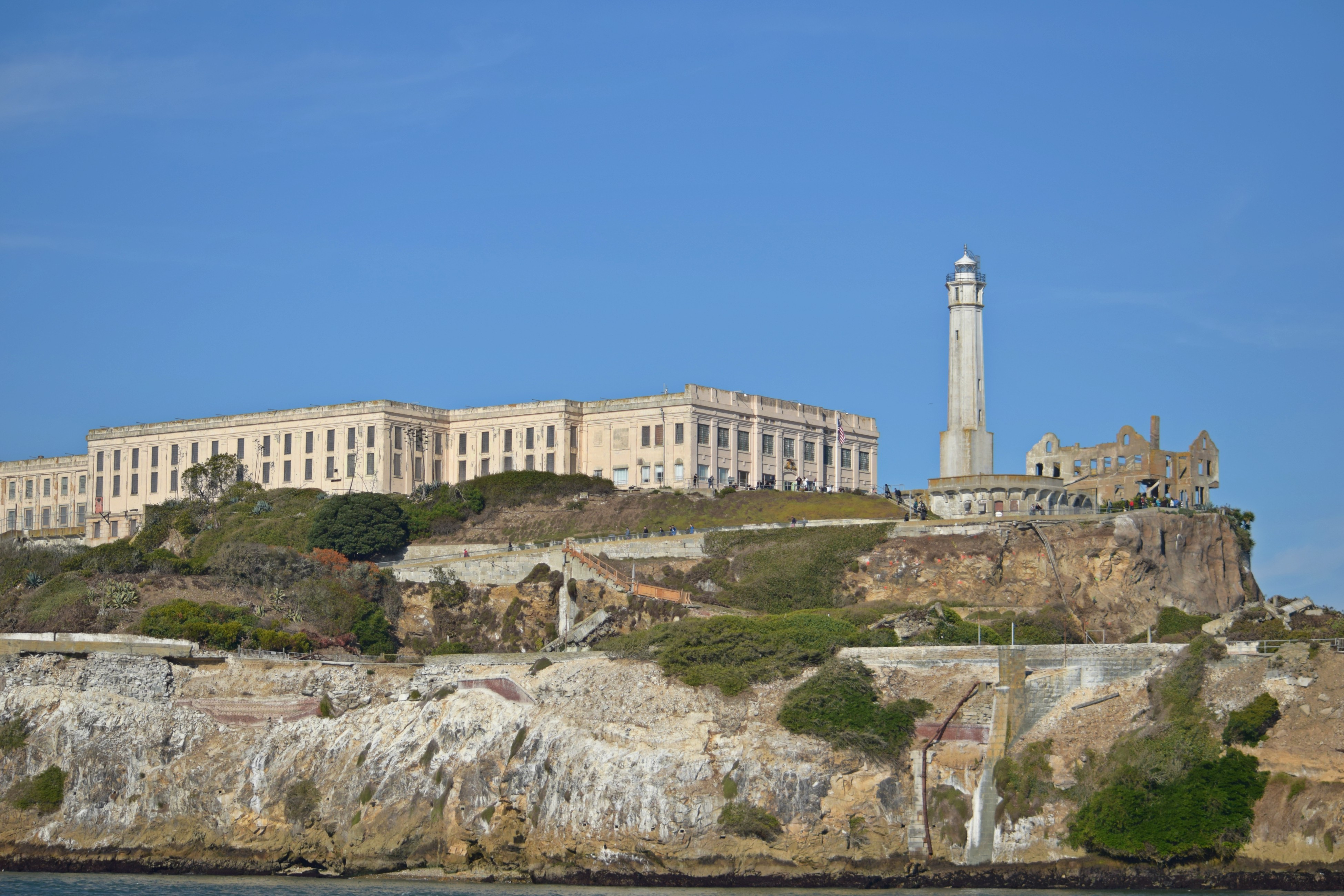
Alcatraz Panorama, 2015

Die Besiedelung der Insel Alcatraz geht auf die Zeit der indianischen Ureinwohner zurück. Bis zum Anfang des 19. Jahrhunderts die seeseitige Erforschung der nordamerikanischen Pazifik-Küste begann und mit dem Goldrausch der Schiffsverkehr von der Ostküste um das Kap Hoorn solche Ausmaße annahm, dass feste Leuchtfeuer für die Navigation unabdingbar wurden. Der Kongress reagierte und verabschiedete 1850 und 1851 Gesetze, um Mittel für den Bau von acht Leuchttürmen entlang der Westküste bereitzustellen. Die Firma Gibbons & Kelly aus Baltimore war mit dem Bau von sieben Leuchttürmen in Kalifornien, auf Alcatraz Island, Fort Point, Point Pinos, Point Conception, Point Loma, Southeast Farallon Island und Humboldt Bay, sowie einen am Cape Disappointment in Washington zu errichten.
Die ersten Baumaterialien für den Bau der Leuchttürme wurden auf der Bark Oriole um Kap Hoorn verschifft und erreichten im Januar 1853 San Francisco. Eine Vorhut hatte bereits mit der Arbeit am Fundament für den Leuchtturm von Alcatraz Island begonnen. Die Pläne für die meisten der Leuchttürme sahen ein kleines Häuschen mit einem Satteldach vor, aus deren Mitte ein runder Turm mit einer Galerie und dem Laternenhaus darauf herausragt. Die 1852 neu geschaffene amerikanische Leuchtturmverwaltung (Lighthouse Board) entschied sich zukünftig alle Leuchttürme mit den von Augustin Fresnel 1822 in Frankreich entwickelten Fresnel-Linsen auszustatten. Alcatraz Light wurde im Juli 1853 fertiggestellt, konnte aber erst wegen der verzögerten Lieferung der neuen französische Dauerlicht-Optik 3º-Ordnung 1854 in Betrieb gehen. Am 1. Juni 1854 entzündete Leuchtturmwärter Michael Kassin auf Alcatraz die erste Lampe eines Leuchtturms in Kalifornien. Damit ist Alcatraz Light vor Point Pinos Lighthouse der älteste Leuchtturm Kaliforniens.
Nach fast 50-jährigem Betrieb wurde die Optik 1902 entfernt und durch eine drehbare zweiteilige Fresnel-Linse 4º-Ordnung ersetzt. Die Charakteristik des Lichts wurde geändert in einen weißen Blitz, der alle 15 s erzeugt wurde. Damit war eine bessere Unterscheidung von den umgebenden elektrischen Lichtern der Zitadelle möglich.

## Neubau

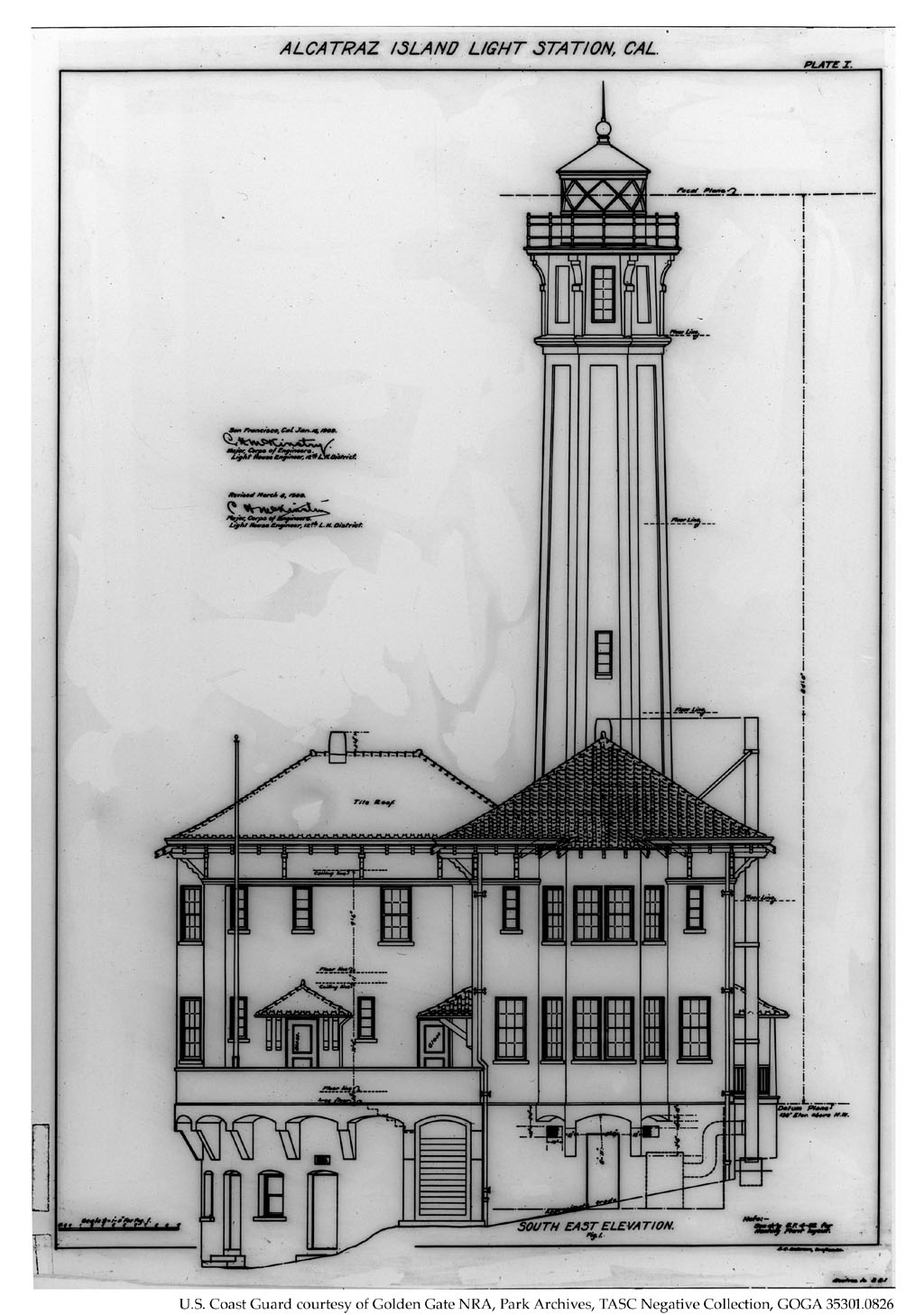
Blaupause vom Bauplan Alcatraz Island Light Station, 2010

Die erste Ausführung des Leuchtturms von 1854 wurde im San-Francisco-Erdbeben von 1906 schwer beschädigt und 1909 durch den heutigen höheren Neubau, der mit 35.000 USD vom Kongress bewilligt wurde, in der Nähe südlich ersetzt. Das alte Leuchtturmgebäude wurde abgerissen, die Leuchtfeuer-Optik wurde im neuen Leuchtturm weiterhin verwendet und war bis 1914 in Betrieb. Die neue sechsteilige Linsen-Optik 4º-Ordnung ersetzte die zweiteilige Linse der Firma BBT (Frédéric D. Barbier (1834–1912), Joseph Bénard (1865–1944) und Paul Turenne (1869–1944), seit 1901). Am Fuße des Leuchtturms befand sich ein geräumiges Wohnhaus mit zwei zweistöckigen Flügeln, eins für den Leuchtturmwärter und eins für die beiden Helfer.
Im Jahr 1939 gingen die Verwaltung und der Betrieb der Leuchttürme in Kalifornien in die Hände der United States Coast Guard über.
Der mehr als hundertjährige bemannte Dienst auf dem Leuchtturm endete 1963, als der Betrieb des Leuchtfeuers automatisiert wurde. Leuchtturmwärter in dieser Zeit waren:
- Michael Cassin (1853 – 1855)
- John Sloan (1855 – 1856)
- Underhill Van Wagner (1856 – 1862)
- Hartford Joy (1862 – 1872)
- Amasa Bushnell (1872 – 1874)
- William W. Scott (1874 – 1875)
- John AF McFarland (1875 – 1878)
- John T. Huie (1878 – 1882)
- John AF McFarland (1882 – 1888)
- Benjamin Franklin Leeds (1888 – 1905)
- Henry W. Young (1905 – 1909)
- Henry G. Weske (1909)
- James F. Anderson (1909 – mindestens 1918)
- Frederick Arthur Harrington (1919 – 1938)
- Harry Davis (1938 – 1950)
- Edward H. Schneider (1950 – 1959)
- Trueman E. Koch (1962)
- Norman Fornachon (1962 – 1963)

Zur gleichen Zeit endete auch die Ära des berühmten Gefängnisses, das bis 1933 als Militärgefängnis diente, dann vom US-Justizministerium erworben wurde und als Bundesgefängnis diente. Danach verfiel die Insel in ein mehrjährigen Schlaf. Von 1969 bis 1971 war die Insel von mehreren Gruppen amerikanischer Ureinwohner besetzt, die es als Indianerland beanspruchten. In dieser Zeit zerstörte ein Feuer das Leuchtturmwärterhaus, die Quartiere der Wärter und weitere Gebäude. Weiterer Schaden entstand durch Vandalismus und Zerstörung an den Anlagen- und Gebäudeteilen.

## Heutige Nutzung
Alcatraz wurde 1972 zum nationalen Erholungsgebiet erklärt und 1986 zum National Historic Landmark ernannt. Der National Park Service verwaltet die Insel als eine Einheit des Golden Gate National Recreation Area. Seit dem Jahr 2000 ist der Leuchtturm als Museum für Besucher geöffnet. Er ist Contributing Property zum National Historic Landmark District Alcatraz.
Weiter Möglichkeiten sich mit dem maritimen Erbe Kaliforniens vertraut zu machen, bieten viele ehemalige aktive Leuchttürme die als Museen der breiten Öffentlichkeit zur Verfügung stehen wie in der San Francisco Maritime National Historic Site am Ufer in Sichtweite zum Alcatraz Light.
Der Unterhalt der Leuchtturmanlage obliegt der USCG 11 mit Aids to Navigation Teams (ANT) in San Francisco.